# Trypeticus rectangulus
Trypeticus rectangulus är en skalbaggsart som beskrevs av Kanaar 2003. Trypeticus rectangulus ingår i släktet Trypeticus och familjen stumpbaggar. Inga underarter finns listade i Catalogue of Life.